# رضا پیرزاده
رضا پیرزاده سیاست‌مدار ایرانی بود، که در  دوره بیست و سوم  به‌عنوان نماینده قوچان در مجلس شورای ملی حضور داشت.